# Streblospio benedicti
Streblospio benedicti är en ringmaskart som beskrevs av Webster 1879. Streblospio benedicti ingår i släktet Streblospio och familjen Spionidae. Arten är reproducerande i Sverige. Utöver nominatformen finns också underarten S. b. japonica.